# 2016年フランス国際野球大会
2016年フランス国際野球大会（英語：2016 France International Baseball Tournament ）は、フランス野球ソフトボール連盟（FFBS）主催により、2016年8月31日から9月4日に開催されたフランス国際野球大会の第2回大会である。

## 経緯
2016年8月16日にフランス代表選手が発表された。8月25日にオランダ代表選手が発表された。ドイツ代表も発表された。

## 出場チーム
| 所属連盟 | チーム                       | 出場回数 | 詳細 |
| -------- | ---------------------------- | -------- | ---- |
| CEB      | フランス                     | 2回目    | 詳細 |
| CEB      | オランダ                     | 2回目    | 詳細 |
| CEB      | ドイツ                       | 2回目    | 詳細 |
| 無所属   | インターナショナル・スターズ | 初       | 詳細 |

## 最終順位
（出典：）
| 順位   | 国・地域                     | 試合 | 勝数 | 負数 | 引き分け |
| ------ | ---------------------------- | ---- | ---- | ---- | -------- |
| 優勝   | オランダ                     | 4    | 4    | 0    | 0        |
| 準優勝 | ドイツ                       | 4    | 2    | 2    | 0        |
| 3位    | フランス                     | 4    | 1    | 3    | 0        |
| 4位    | インターナショナル・スターズ | 4    | 1    | 3    | 0        |

※順位決定戦を含む。
※優勝・準優勝、3・4位は順位決定戦の結果による。